# Graukehl-Tropfenvogel
Der Graukehl-Tropfenvogel (Nicator chloris) ist eine von drei Arten der Tropfenvögel.

## Merkmale

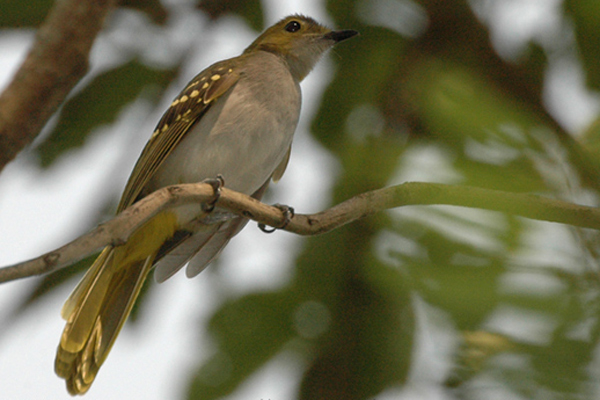
Adulter Graukehl-Tropfenvogel im Semliki-Nationalpark in Uganda

Rein äußerlich sind sich alle drei Tropfenvogelarten ziemlich ähnlich (siehe gemeinsame Merkmale aller Tropfenvögel) und der Graukehl-Tropfenvogel ließe sich, abgesehen von seinen olivgrünen Wangen und dem ebenfalls olivgrünen Scheitel, insbesondere nur schwer von dem Braunkopf-Tropfenvogel unterscheiden. Da sich aber die Verbreitungsgebiete beider Arten nicht überlappen und auch einige ihrer Lautäußerungen sich unterscheiden lassen, gibt es im Feld dieses Problem nicht.

## Stimme
Der Graukehl-Tropfenvogel macht unter anderem ein Geräusch, das an zwei aneinandergeschlagene Steine erinnert. Diesen Ton wiederholt er unrhythmisch im Durchschnitt etwa ein- bis zweimal pro Sekunde, mitunter als doppelter oder dreifacher Schlag tackack – tackack – tack – tack – tackackack – tackack. Das kann nach zehn Schlägen enden – oder minutenlang weitergehen. Daneben gibt es auch einen kurzen abfallenden „hiö“-Ruf, der in kürzeren Sequenzen wiederholt wird und verschiedene andere Laute, die der Graukehl-Tropfenvogel zwischendurch kurz einmal einfließen lässt – meist aber bleibt es bei kurzen wenig melodischen Lauten. Mit viel Glück hört man mitunter eine kurze Sequenz mit meist schneller werdenden aufsteigenden Tönen wie gluck-gluck-gluck-gluckuckuckückückück.

## Verbreitung und Lebensraum

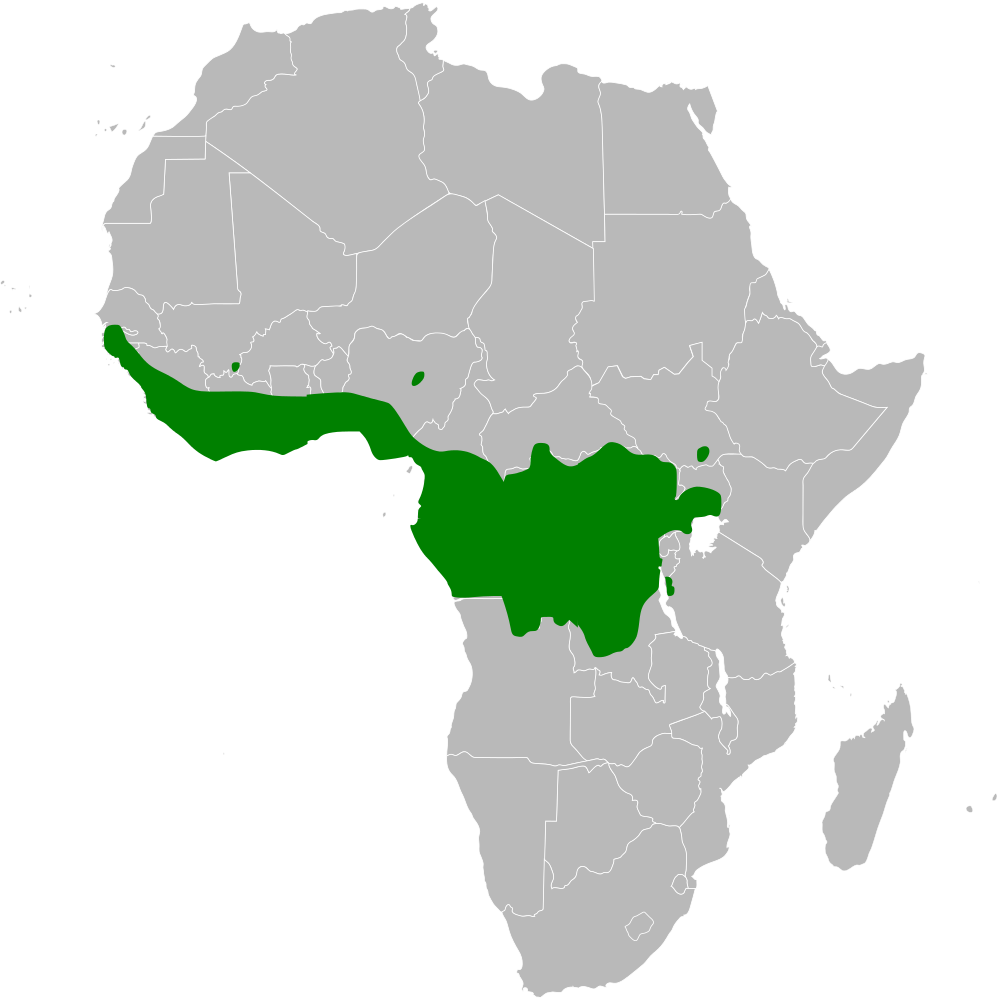
Verbreitung des Graukehl-Tropfenvogels

Ursprünglich bewohnt der Graukehl-Tropfenvogel afrikanischen tropischen Regenwald. Daneben bewohnt er auch Sümpfe und feuchte tropische Sekundärwälder in Höhen von 700 bis 1850 m.

## Unterarten
Die Art wird als monotypisch betrachtet.

## Bestand
Die Art gilt als nicht gefährdet (least concern).

## Etymologie und Forschungsgeschichte
Die Erstbeschreibung des Graukehl-Tropfenvogels erfolgte 1826 durch Achille Valenciennes unter dem wissenschaftlichen Namen Lanius chloris. Das Typusexemplar nannte Coenraad Jacob Temminck Crinon. 1870 führte Otto Finsch und Gustav Hartlaub die für die Wissenschaft neue Gattung Nicobar ein. Dieser Name leitet sich von »nikatōr, nikatoros, nikaō, nikē νικατωρ, νικατορος, νικαω, νικη« für »Eroberer, erobern, Sieg« ab. Der Artname »chloris« ist lateinischen Ursprungs und bedeutet »grün, grünlich«.